# 2005년 아프가니스탄 의회 선거
아프가니스탄은 월레시 지르가(민회) 및 주 의회 대표를 선출하기 위한 의회 선거를 2005년 9월 18일 실시하였다. 10월 9일 첫 개표 결과가 발표되었고, 최종 개표결과는 부정선거 의혹 등으로 인해 지연된 끝에 11월 12일에야 발표될 수 있었다.

## 결과
구 군벌과 그 일파가 월레시 지르가와 주 의회 의석의 다수를 차지했다.(상원은 주 의회에서 선출함). 여성은 하원의 28%를 차지했는데, 2004년 헌법에서 보장된 25%를 6석 초과하는 것이다.
| 후보   | 의석 |
| ------ | ---- |
| 무당파 | 249  |
| 총     | 249  |

아프가니스탄 제1대 국회 의원 목록을 참조

## 투표율
투표율은 약 50%로 추정되며, 2004년 10월에 실시된 대통령 선거보다 상당히 낮았다. 이는 아프가니스탄의 새 선거법의 영향으로 유권자들이 어느 후보가 어느 당 소속인지 알 수 없었던 탓이라는 지적을 받았다.
투표율은 소수민족인 투르크멘족, 우즈벡족, 타지크족 들이 사는 북부 주에서 제일 높았고(일반적으로 60% 이상), 탈리반 저항세력이 활발한 파슈토어를 사용하는 동남부 일부에서 제일 낮았다(30% 미만). 투표율은 또한 수도인 카불에서 놀랄 만큼 낮았다(34%).

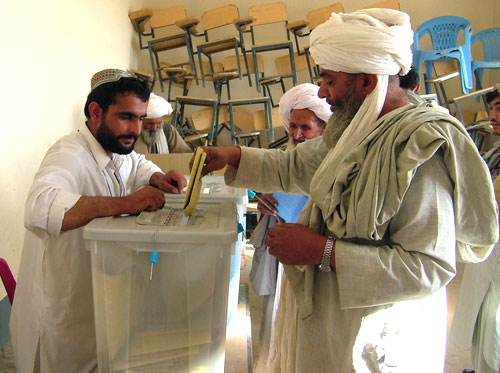
2005년 9월 18일 헬만드 주 라쉬 카르 가의 투표소에서 한 아프간인이 투표권을 행사하고 있다. 도시 전체에 걸쳐 투표소는 붐볐지만 질서가 지켜졌다.

의회 의석 중 1/4은 여성에게 할당되었으며, 쿠치 공동체에게도 10석이 할당되어 있다. 이들은 최소규정이며 상한은 없다. 메시라노 지르가(상원)의 102석은 주 의회로부터 간선으로 선출된다.